# Garland (Familienname)
Garland ist ein englischer Familienname.

## Namensträger
- Alex Garland (* 1970), britischer Schriftsteller, Drehbuchautor und Regisseur
- Angelo Garland (* 1994), britischer Sprinter
- Augustus Hill Garland (1832–1899), US-amerikanischer Politiker
- Ben Garland (* 1988), US-amerikanischer Footballspieler
- Beverly Garland (1926–2008), US-amerikanische Schauspielerin
- Carl W. Garland (1929–2017), US-amerikanischer Physikochemiker
- Carrington Garland (* 1964), US-amerikanische Schauspielerin
- Charles Garland (1898–1971), US-amerikanischer Tennisspieler
- Charles H. Garland (1899–1984), US-amerikanischer Offizier, Geschäftsmann und Politiker
- Chris Garland (* 1949), englischer Fußballspieler
- Conor Garland (* 1996), US-amerikanischer Eishockeyspieler
- Dale Garland (* 1980), britischer Leichtathlet
- Darius Garland (* 2000), US-amerikanischer Basketballspieler
- David S. Garland (1769–1841), US-amerikanischer Politiker
- David W. Garland (* 1955), britischer und US-amerikanischer Kriminologe und Soziologe
- Ed Garland (1895–1980), US-amerikanischer Jazzbassist
- Hamlin Garland (1860–1940), US-amerikanischer Schriftsteller
- Hank Garland (Walter Louis Garland; 1930–2004), US-amerikanischer Gitarrist
- Howard Garland (* 1937), US-amerikanischer Mathematiker
- Hugh Garland (1882–1955), kanadischer Sänger, Chorleiter und Gesangspädagoge, siehe W. H. Anderson
- Inés Garland (* 1960), argentinische Journalistin, Autorin und Fernsehproduzentin
- Jack Garland (1918–1964), kanadischer Politiker
- James Garland (1791–1885), US-amerikanischer Politiker
- James Henry Garland (* 1931), US-amerikanischer Geistlicher
- Joanna Garland (* 2001), taiwanische Tennisspielerin
- Joe Garland (1903–1977), US-amerikanischer Saxofonist und Komponist
- John Richard Garland (1918–1964), kanadischer Journalist, Wirtschaftsmanager, Unternehmer und Politiker
- Jon Garland (* 1979), US-amerikanischer Baseballspieler
- Joseph Garland (1893–1973), US-amerikanischer Arzt
- Judy Garland (1922–1969), US-amerikanische Filmschauspielerin und Sängerin
- Ken Garland (1929–2021), britischer Grafikdesigner, Fotograf, Autor und Pädagoge
- Kyle Garland (* 2000), US-amerikanischer Zehnkämpfer
- Landon Garland (1810–1895), US-amerikanischer Physiker und Historiker
- Mahlon Morris Garland (1856–1920), US-amerikanischer Politiker
- Mamie O. Hale Garland (1910–1979), US-amerikanische Krankenschwester und Hebamme, siehe Mamie Odessa Hale
- Maria Garland (1889–1967), dänische Schauspielerin
- Merrick B. Garland (* 1952), US-amerikanischer Jurist und Politiker
- N’Neka Garland (1973–2023), US-amerikanische Fernsehproduzentin
- Patrick Garland (1935–2013), britischer Theaterregisseur
- Peter A. Garland (1923–2005), US-amerikanischer Politiker
- Red Garland (1923–1984), US-amerikanischer Jazz-Pianist
- Rice Garland (um 1795–1861), US-amerikanischer Politiker
- Roger Garland (1950–2017), britischer Illustrator
- Rufus King Garland (1830–1886), US-amerikanischer Jurist und Politiker
- Ruth Garland (* 1891), amerikanische Schauspielerin
- Samuel Garland junior (1830–1862), US-amerikanischer Brigadegeneral
- Scott Garland (Eishockeyspieler) (Scott Stephen Garland; 1952–1979), kanadischer Eishockeyspieler
- Scott Garland (* 1970), US-amerikanischer Wrestler, siehe Scotty 2 Hotty
- Seán Garland (1934–2018), irischer Politiker (Workers Party)
- Tim Garland (* 1966), britischer Jazzmusiker und Komponist
- Victor Garland (1934–2022), australischer Politiker
- William M. Garland (Unternehmer) (William May Garland; 1866–1948), US-amerikanischer Unternehmer
- William M. Garland (1923–1984), US-amerikanischer Jazzmusiker, siehe Red Garland
- Winston Garland (* 1964), US-amerikanischer Basketballspieler